# Izitso
Izitso ist das zehnte Studioalbum des Sängers und Songwriters Cat Stevens. 

## Geschichte
Das zwölfte Album (inklusive Live- und Kompilationsalben) von Cat Stevens erschien im Mai 1977. Nach den schlechten Verkaufszahlen des Vorgängeralbums Numbers (A Pythagorean Theory Tale) sollte das aktuelle Album Izitso wesentlich kommerzieller und erfolgreicher (USA: Platz 7; GB: Platz 18, Bundesrepublik Deutschland: Platz 8) werden. 
Stevens trennte sich erneut, wie schon bei Foreigner, von seinem musikalischen Weggefährten Alun Davies und auch erstmals von seinem Schlagzeuger Gerry Conway; weiterhin produzierte er das Album mit Dave Kershenbaum in einem für die Mitte der 1970er Jahre modernen Sound. Insgesamt wurden häufiger Synthesizer, Rhythmus- und Blasinstrumente zu Ungunsten von akustischen Instrumenten eingesetzt. 
Ebenfalls ungewöhnlich war die Veröffentlichung von zwei Instrumentalstücken Kypros und Was Dog a Doughnut? sowie einer Fremdkomposition Child for a Day, bei der Stevens’ Bruder David Gordon Koautor war. Der autobiografische Titel (I Never Wanted) to Be a Star zeigt (laut dem Begleitbuch zu On the Road to Find Out (Box Set)) Cat Stevens’ Unzufriedenheit mit den Zuständen der Unterhaltungsindustrie und seinem Starruhm auf, dem er nach der Veröffentlichung von Back to Earth ein vorläufiges Ende setzte. Als Singles erschienen (Remember the Days of the) Old Schoolyard, Child for a Day, Was Dog a Doughnut? und (I Never Wanted) to Be a Star. Das Album wurde im Jahre 2001 in einer von Ted Jensen remasterten Version wiederveröffentlicht.

## Titelliste
Alle Songs (außer Titel 9 und 10) wurden von Cat Stevens geschrieben.
1. (Remember the Days of the) Old Schoolyard - 2:44 (Duett mit Elkie Brooks)
2. Life - 4:56
3. Killin’ Time - 3:30
4. Kypros - 3:10
5. Bonfire - 4:10
6. (I Never Wanted) to Be a Star - 3:03
7. Crazy - 3:33
8. Sweet Jamaica - 3:31
9. Was Dog a Doughnut? (Stevens, Bruce Lynch, Jean Roussel) - 4:15
10. Child for a Day (Paul Travis, David Gordon) - 4:23